# Clare Marsh

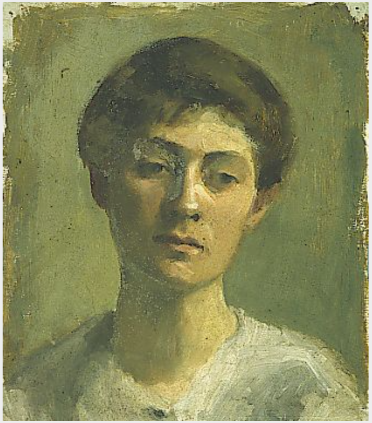
Clare Marsh, Selbstporträt, Öl auf Leinwand, 40 × 28,5 cm, National Gallery of Ireland.

Emily Cecil Clare Marsh, kurz Clare Marsh (* 13. Januar 1875 in Bray, County Wicklow; † 5. Mai 1923 in Dublin) war eine irische Stillleben- und Porträtmalerin.

## Leben
Clare Marsh wurde 1875 im Haus ihres Großvaters mütterlicherseits, Andrew McCullagh, einem Weinhändler, geboren. Ihre Eltern waren Arthur und Rachel Marsh (geborene McCullagh). Sie hatte vier Geschwister. Ihre Familie stammte aus der anglo-irischen Aristokratie, insbesondere von Francis Marsh von Edgeworth in Gloucester und dessen Frau, der Großtante der ersten Frau von Jakob II. Die Familie zog später nach Raheen und Cappaghmore in Clondalkin. Über ihr frühes Leben gibt es nur wenige Informationen.
Marsh lernte Mary Swanzy in den Kunstkursen von May Manning kennen. Swanzy erinnerte sich zu darab Marsh, dass sie „in ärmlichen Verhältnissen lebte, was sie trotz einer besseren Erziehung aber nicht zu beunruhigen schien“. Marsh wurde künstlerisch von John Butler Yeats beeinflusst, der zu ihr ein fast väterliches Verhältnis hatte, der sie förderte und zu dessen Stil sie sich eher hingezogen fühlte als zu dem seines Sohnes Jack. Im Sommer 1898 malte Yeats ein Porträt von Marsh in Mannings Atelier.  Im Jahr 1900 stellte Marsh zum ersten Mal bei der Royal Hibernian Academy die Werke East wind effect und Roses aus. Yeats behauptete später, Marsh habe ihm beim Zeichnen und Skizzieren geholfen „by putting him on the track of bulk drawing.“
Neben dem Unterricht bei Manning besuchte sie Abendkurse in Bildhauerei bei John Hughes und Oliver Sheppard am National College of Art and Design. Abgesehen von einer Reise nach Paris im Jahr 1910 oder 1911 scheint Marsh in ihren 20er Jahren ausschließlich in Dublin unterrichtet worden zu sein. Sie besuchte einen Kurs im Atelier von Norman Garstin in Penzance und hielt sich 1914 in Nordwales auf, wo sie zwei Szenen aus der Trearddur Bay malte. Marsh malte Stillleben und Porträts, darunter eines von Lily Yeats. Es scheint, dass ihre Porträts von Kindern und Hunden sehr beliebt waren, wenn man bedenkt, dass sie ihre Werke bei der Royal Hibernian Academy einreichte und von 1900 bis 1921 ohne Unterbrechung ausstellte. In der Hugh Lane Gallery befindet sich ihr Porträt von Lord Ashbourne, das ihren Malstil mit lockeren Pinselstrichen und einem Hauch von Ungezwungenheit demonstriert. Yeats schlug ihr vor, einige Zeit in den Vereinigten Staaten zu verbringen, wo er zu dieser Zeit lebte. Sie verbrachte zwei Monate in New York, wohnte bei Cousins in White Plains und zog dann in ein Zimmer neben dem von Yeats im Petitpas' Restaurant. Ihr Onkel war mit dieser Wohnsituation nicht einverstanden, so dass sie im Januar 1912 nach Irland zurückkehrte, was Yeats sehr verärgerte.
Nach ihrer Rückkehr aus New York begann Marsh, in ihrem Atelier in der South Anne Street Kurse abzuhalten, die, wie Swanzy sich erinnert, "sehr beliebt und immer voll" waren. 1916 wurde Marsh Professorin für Bildende Kunst am Alexandra College in Dublin. Im selben Jahr malte Marsh die Brände und Zerstörungen des Osteraufstands von 1916. Im Jahr 1918 malte sie ein Porträt von Jack Butler Yeats, das sich heute in der Highlanes Gallery in Drogheda befindet.
Es scheint, dass Marsh mit der Zeit mehr mit Farbe arbeitete. Ihre letzten Gemälde waren aber Nachtstudien, von denen einige einen möglichen Einfluss von Swanzy erkennen lassen, mit dem sie im Herbst 1920 ein Atelier teilte. Man nimmt an, dass sie auch zu den Gründungsmitgliedern der Society of Dublin Painters gehörte.
Marsh starb am 5. Mai 1923. Eine posthume Ausstellung ihrer Werke fand im Oktober 1923 statt. Aufgrund ihres frühen Todes geriet Marsh weitgehend in Vergessenheit, bis eines ihrer Werke (View of Rooftops) 1987 in die Ausstellung Irish Women Artists from the Eighteenth Century to the Present Day und in den zugehörigen Katalog der National Gallery of Ireland aufgenommen wurde.
Die National Gallery of Ireland besitzt eine Auswahl von Skizzen und Gemälden von Marsh sowie eine Skizze von ihr von Swanzy. 2012 war sie Teil einer Ausstellung über die Kunst von Künstlerinnen in der Highlanes Gallery.